# 蒋尔恂
蒋尔恂，是清初河北蠡县生员，反清起事领袖。父亲是明朝户部主事蒋范化。
明朝崇祯十一年（1638），蒋范化死於清军入侵畿内之時。蔣尔恂就決定要為父報仇。
清朝顺治四年(1647年)，蒋尔恂兴兵起事、報父仇。率众入蠡县县城，杀蠡县知县孔养秀，建年號為「大明中兴元年」。再东破河北河间，将入山东，然兵败并被清朝消灭。蒋尔恂於是跃入水中，入水不死，后不知所终。